# Ophiernus seminudus
Ophiernus seminudus är en ormstjärneart som beskrevs av Christian Frederik Lütken och Ole Theodor Jensen Mortensen 1899. Ophiernus seminudus ingår i släktet Ophiernus och familjen fransormstjärnor. Inga underarter finns listade i Catalogue of Life.